# Eucereon dova
Eucereon dova är en fjärilsart som beskrevs av Embrik Strand 1917. Eucereon dova ingår i släktet Eucereon och familjen björnspinnare. Inga underarter finns listade i Catalogue of Life.